# Mendota (Minnesota)
Pour les articles homonymes, voir Mendota.
Mendota est une ville américaine située dans le comté de Dakota, dans l’État du Minnesota. Lors du recensement de 2010, sa population s’élevait à 198 habitants.